# Stemmatosteres
Stemmatosteres is een geslacht van vliesvleugeligen uit de familie Encyrtidae. De wetenschappelijke naam van dit geslacht is voor het eerst geldig gepubliceerd in 1918 door Timberlake.

## Soorten
Het geslacht Stemmatosteres omvat de volgende soorten:
- Stemmatosteres apterus Timberlake, 1918
- Stemmatosteres bohemicus Hoffer, 1954
- Stemmatosteres kuchari Yoshimoto, 1972
- Stemmatosteres primus Prinsloo & Mynhardt, 1981
- Stemmatosteres quirinus Noyes, 2010